# La crida del bosc
La crida del bosc (The Call of the Wild en anglès) és una novel·la breu d'aventures de Jack London publicada l'any 1903. La història està ambientada al Territori del Yukon, al Canadà, durant la dècada del 1890, en l'època de la Febre de l'or de Klondike. L'argument tracta d'un gos domesticat anomenat Buck que recupera els instints primitius després d'una sèrie de successos que li passen quan el fan treballar per a arrossegar un trineu al Territori de Yukon, durant la febre de l'or de Klondike, època en què els gossos de trineu es venien a preus exorbitants.
La crida del bosc és el llibre més llegit de Jack London, i se'l considera com un clàssic universal per a joves, però de fet per a un públic universal. Com que el protagonista és un gos, sovint se l'ha classificat com a novel·la juvenil, però té un to obscur i conté nombroses escenes de crueltat i violència. Els yeehat, un grup de natius d'Alaska descrits en aquesta novel·la, són creació del novel·lista. L'editora Eugènia Broggi admira el contrast entre el gos i els personatges: «Un altre element fort és l'evolució del gos protagonista fins a recuperar els seus instints més primitius. I el no ensenyament moral. […] La novel·la no pretén moralitzar en cap moment ni amagar la seva cruesa».
Va ser traduïda en una norantena de llengües. Ja el 1938, se'n va publicar una primera traducció al català per Antoni Rovira i Virgili, reeditada per Alfons Tarrida el 1980. Versions més recents són les d'Elena Ordeig i Ferran Ràfols i Gesa el 2020